# Lacrouzette
 Lacrouzette  es una población y comuna francesa, ubicada en la región de Mediodía-Pirineos, departamento de Tarn, en el distrito de Castres y cantón de Roquecourbe.

## Demografía
| 1313 | 1572 | 1862 | 1955 | 1854 | 1753 |
| Para los censos de 1962 a 1999 la población legal corresponde a la población sin duplicidades (Fuente: INSEE [Consultar]) |      |      |      |      |      |

## Alcalde
El alcalde de Lacrouzette (elegido en marzo de 2008) es Francois Bono

## Economía
La base de la economía del pueblo es la extracción, importación (principalmente desde Canadá), trabajo y transporte del granito.

## Turismo
El pueblo está localizado en una zona granínitica muy característica llamado el Sidobre que posee características marcadas de erosión. La erosión se puede ver presente en grandes piedras como son la Pedroclavaro o la Roca de la Oca o Los 3 quesos o El Sombrero del Cura entre otras y también se puede ver la presencia de la erosión en varios "ríos de piedras" presentándose en zonas de piedras redondeadas erosionadas por el agua, en el que debajo de estas circulan pequeños riachuelos).
Adicionalmene el pueblo se encuentra cercano a lagos que poseen abundante flora, sobre todo destacándose los nenúfares.

### Catarata
El pueblo posee una pequeña catarata llamada "El salto de la trucha". La misma posee una gran cantidad de piedras redondeadas fruto de la erosión del agua.

## Religión
El pueblo posee una iglesia católica y un templo protestante calvinista.
En el pasado, el pueblo era prepordinantemente protestante y con el transcurso de los años el catolicismo fue ganando peso.

### Canteras de granito
Lacrouzette cuenta con canteras de granito, pero importa granito rojo desde Labrador - Canadá. En el pueblo se trabaja el granito local y el importado.